# Anagnathocera dispar
Anagnathocera dispar är en skalbaggsart som beskrevs av Gilbert John Arrow 1922. Anagnathocera dispar ingår i släktet Anagnathocera och familjen Cetoniidae. Inga underarter finns listade i Catalogue of Life.